# Viktor
A  Viktor  férfinév a latin Victor névből származik, amelynek jelentése: győztes, győző. Női párja a Viktória és a Viktorina. Magyarított formája a Győző.

## Gyakorisága
Az 1990-es években igen gyakori név, a 2000-es években a 43-52. leggyakoribb férfinév.

## Névnapok
- február 26.,[2] szökőévekben február 27.
- május 12.[2]
- július 28.[2]
- szeptember 5.[2]
- szeptember 30.[2]
- november 2.[2]

## Híres Viktorok
- „Viktor” utónevű személyek szócikkeinek listája a Wikidata alapján
- „Victor” utónevű személyek szócikkeinek listája a Wikidata alapján
- „Viktor (Виктор)” utónevű személyek szócikkeinek listája a Wikidata alapján
- „Viktor (Віктор)” utónevű személyek szócikkeinek listája a Wikidata alapján

### Kitalált személyek
- Fátum Doktor (Victor von Doom) a Marvel Comics amerikai képregénykiadó vállalat fiktív karaktere
- Kardfogú (Victor Creed) a Marvel Comics amerikai képregénykiadó vállalat fiktív karaktere
- Viktor Krum, a Harry Potter regénysorozat szereplője